# 烏山華城高速道路
烏山華城高速道路（オサンファソンこうそくどうろ、171号線）は、大韓民国京畿道烏山市から華城市まで至る高速道路（高速国道）である。

## 概要
平沢坡州高速道路の平沢～華城間と施設は本線として連続している路線であり、最初計画された時は、当該区間とともに2004年高速国道411号として首都圏第二循環高速道路の南北支線で計画された路線であった。しかし、2008年路線の調整でほとんどの区間が高速国道17号平沢華城高速道路（名称は当時基準）になり、残りの西烏山JCT～安寧IC間は本線から外され、支線に相当する171号として指定された。こういう経緯から路線延長は2.6キロの韓国最短の高速道路路線となっている。
同じ番号を使う路線として龍仁ソウル高速道路があるものの、相互間の高速道路の連絡は現在行われておらず、峰霊路（国道43号の一部）を経由する形となっている。なお、この区間の連絡高速道路として「烏山～龍仁高速道路」（仮称）が構想中である。

### 路線データ
- 起点：京畿道烏山市西廊洞（西烏山JCT）
- 終点：京畿道華城市安寧洞（安寧IC）
- 全長：2.6 km
- 管理会社：京畿高速道路（2009年～2039年[3]）
- 制限最高速度 100 km/h
- 制限最低速度 50 km/h
- 車線数：全区間6車線

## 歴史
- 2004年11月3日 高速国道411号平沢華城線として路線指定[1]
- 2005年6月29日 「西水原～烏山～平沢高速道路」事業の民間投資事業実施計画が承認[4]
- 2008年1月3日 高速道路の路線変更により411号平沢華城線から17号平沢華城線に変更され、西烏山JCT～安寧IC区間が支線の171号烏山華城線として分離[5]
- 2009年10月28日 全区間開通[6]

## 道路状況

### 交通量
24時間交通量（台） 交通量統計年報（随時統計）
| 区間               | 2010年 | 2015年 | 2020年 | 2023年 |
| ------------------ | ------ | ------ | ------ | ------ |
| 西烏山JCT - 安寧IC | 7,049  | 30,748 | 50,123 | 49,762 |

## インターチェンジなど
- 全区間京畿道所在。

| IC 番号                         | 施設名                          | 施設名                          | 接続路線名                                                   | 起点 から (km)                  | 備考                            | 所在地                          |
| 平沢坡州高速道路 郷南・平沢方面 | 平沢坡州高速道路 郷南・平沢方面 | 平沢坡州高速道路 郷南・平沢方面 | 平沢坡州高速道路 郷南・平沢方面                              | 平沢坡州高速道路 郷南・平沢方面 | 平沢坡州高速道路 郷南・平沢方面 | 平沢坡州高速道路 郷南・平沢方面 |
| ------------------------------- | ------------------------------- | ------------------------------- | ------------------------------------------------------------ | ------------------------------- | ------------------------------- | ------------------------------- |
| 6                               | 西烏山JCT                       | 서오산 분기점                   | 高速国道17号平沢坡州線（連結） 高速国道400号首都圏第二循環線 | 0.0                             |                                 | 烏山市                          |
| TG                              | 西烏山TG                        | 서오산 요금소                   |                                                              | 1.6                             | 本線料金所                      | 烏山市                          |
| 7                               | 安寧IC                          | 안녕 나들목                     | 国道43号（峰霊路）                                           | 2.6                             |                                 | 華城市                          |